# 下小田井站
下小田井站（日语：／ Shimo-Otai eki */?）是一個位於日本愛知縣清須市西枇杷島町上新，屬於名古屋鐵道犬山線的鐵路車站。車站編號為IY01。

## 車站構造
可停靠8節編組的對向式月台2面2線，2號月台近東枇杷島站設有站舍（售票機、閘機、廁所等）與跨線橋。1號月台也設有自動閘機等。
| 月台 | 路線   | 方向 | 目的地               |
| ---- | ------ | ---- | -------------------- |
| 1    | 犬山線 | 下行 | 岩倉、犬山方向       |
| 2    | 犬山線 | 上行 | 名鐵名古屋、金山方向 |

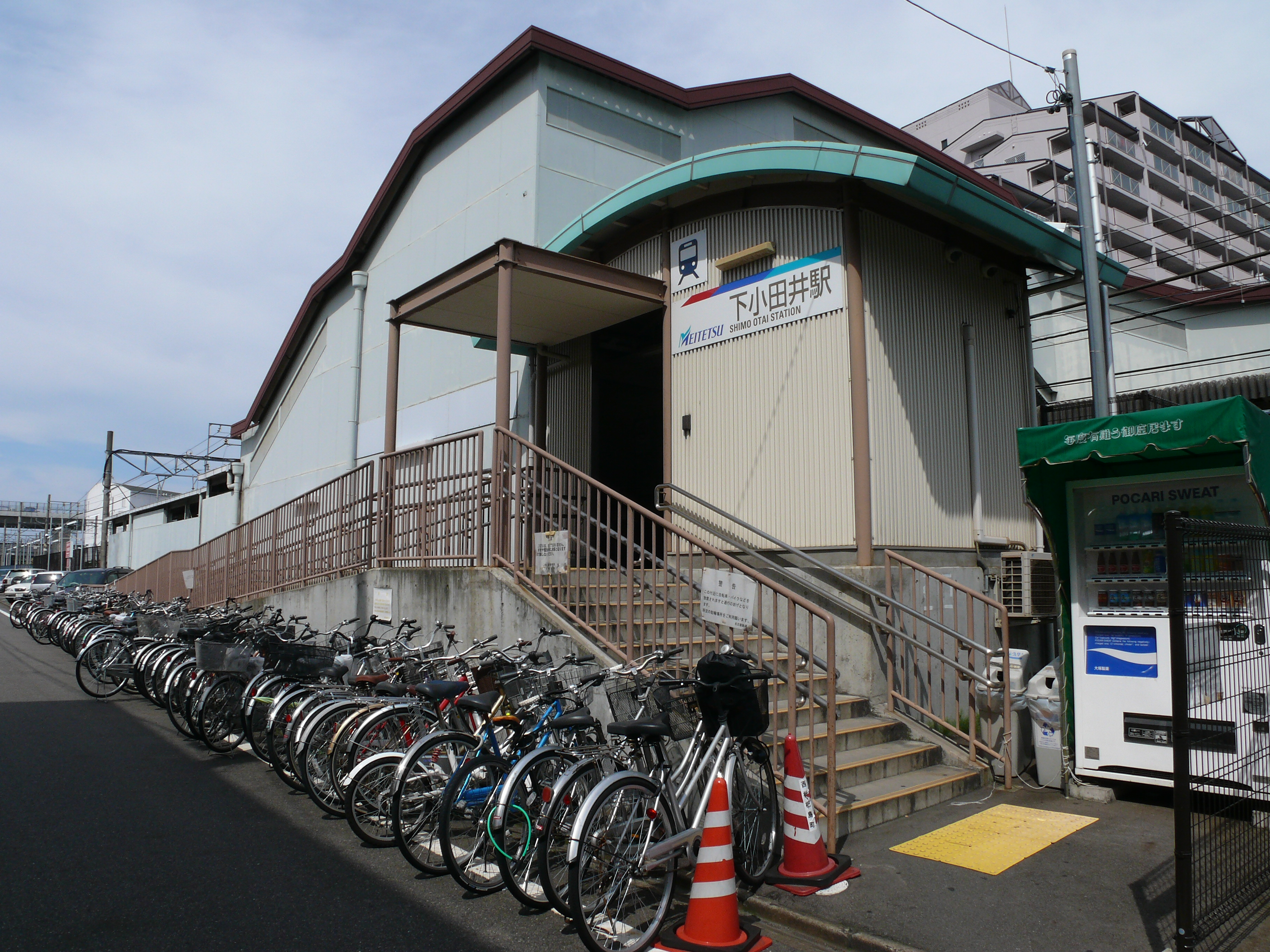
西口與跨線橋
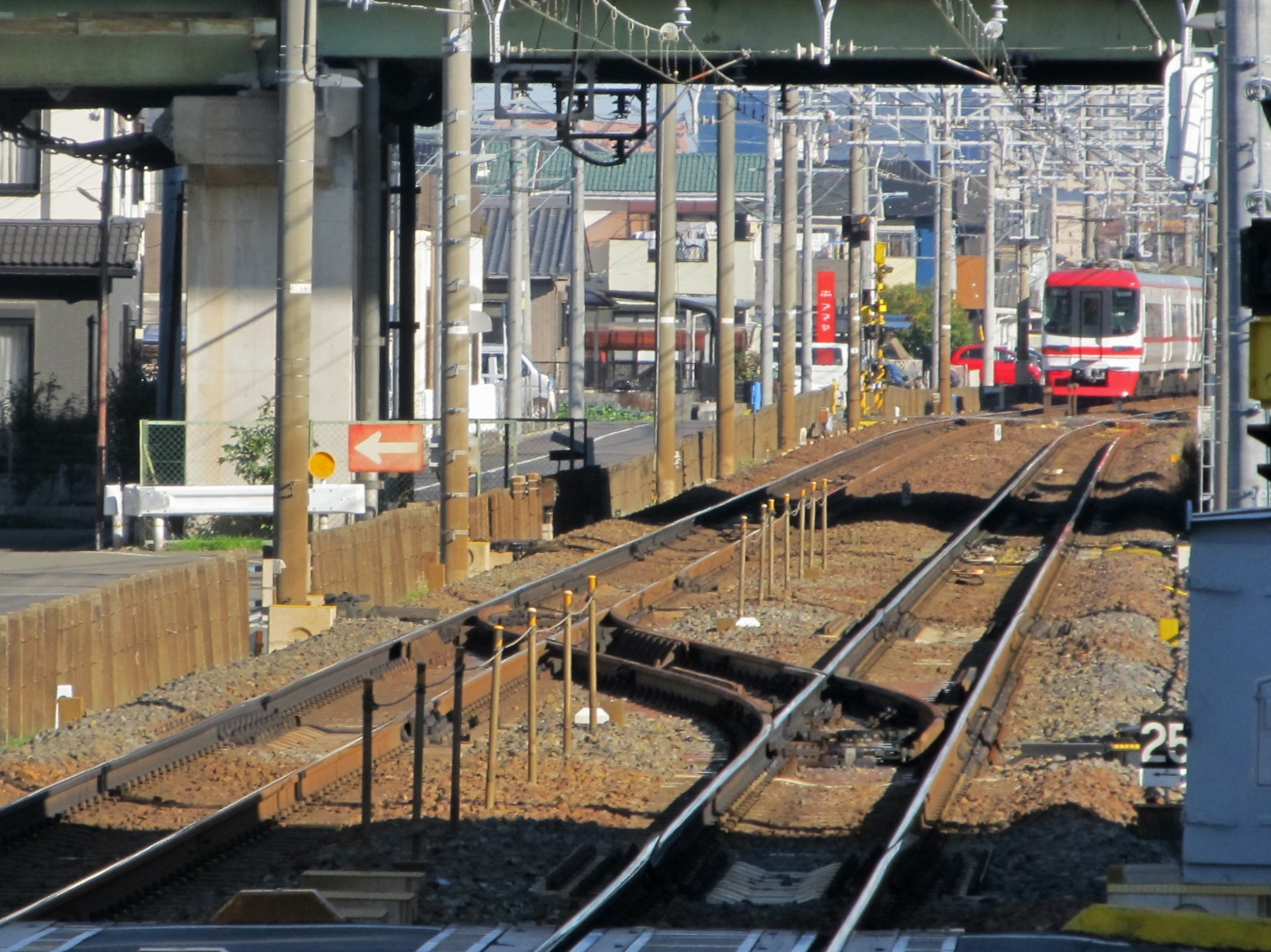
渡線

### 配線圖
| ← 名古屋方向 | \| \| \| \| \| \| \| \| \| \| \| \| \| \| \| \| \| \| \| \| \| \| \| \| \| \| \| \| \| \| \| \| | → 岩倉、 犬山方向 |       |
| 圖例 來源:   |                                                                                                 |                   |       |
|              | 0D22-1                                                                                          |                   |       |
| sensd        | voie                                                                                            | bifbg             | sensd |
| sensg        | bifhd                                                                                           | voie              | sensg |
|              |                                                                                                 |                   |       |

## 相鄰車站
名古屋鐵道
 犬山線
□μ-SKY、□快速特急、■特急、□快速急行、■急行、■準急
通過
■急行（一部分列車停靠）
（名古屋本線榮生（NH37）－）下小田井（IY01）－中小田井（IY02）
■普通
（名古屋本線東枇杷島（NH38）－）下小田井（IY01）－中小田井（IY02）

## 外部連結
- 下小田井 - 名古屋鐵道